# Nerkin Karmir aghbyur
Nerkin Karmir aghbyur (en arménien Ներքին Կարմիր աղբյուր) est une communauté rurale du marz de Tavush, en Arménie. Elle compte 1 105 habitants en 2008.
À 200 km d'Erevan, la capitale, cette communauté est située sur la frontière entre l'Arménie et l'Azerbaïdjan, ce qui lui a valu selon son maire d'être le village arménien le plus bombardé par les Azerbaïdjanais durant la guerre du Haut-Karabagh ; depuis lors, elle reste l'objet de tirs sporadiques et même de bombardements comme sur l'école du village de Dovegh.